# (6273) Kiruna
(6273) Kiruna ist ein Asteroid des inneren Hauptgürtels. Er wurde am 2. März 1992 im Rahmen des Uppsala-ESO Surveys of Asteroids and Comets am La-Silla-Observatorium der Europäischen Südsternwarte in Chile (IAU-Code 809) entdeckt. Sichtungen des Asteroiden hatte es vorher schon mehrere gegeben, zum Beispiel am 13. Oktober 1963 unter der vorläufigen Bezeichnung 1963 TA am Goethe-Link-Observatorium in Indiana, am 14. Februar 1988 (1988 CZ5) am La-Silla-Observatorium sowie am 14. September 1990 (1990 RV10) am Palomar-Observatorium in Kalifornien.
Der mittlere Durchmesser des Asteroiden wurde mit 6,877 (±0,045) km berechnet, mit einer Albedo von 0,035 (±0,010) hat er eine sehr dunkle Oberfläche. Die Sonnenumlaufbahn von (6273) Kiruna ist mit einer Exzentrizität von 0,2476 stark elliptisch.
Nach der SMASS-Klassifikation (Small Main-Belt Asteroid Spectroscopic Survey) wurde bei einer spektroskopischen Untersuchung von Gianluca Masi, Sergio Foglia und Richard P. Binzel bei einer Unterteilung aller untersuchten Asteroiden in C-, S- und V-Typen (6273) Kiruna den C-Asteroiden zugeordnet.
(6273) Kiruna wurde am 28. September 1999 nach der nordschwedischen Stadt Kiruna benannt.